# Тетрахлороаурат(III) калия
Тетрахлороаурат(III) калия — неорганическое соединение, соль металла калия и золотохлористоводородной кислоты с формулой K[AuCl4]. При нормальных условиях образует жёлтые диамагнитые кристаллы тригональной сингонии. Известен кристаллогидрат состава K[AuCl4] · 2H2O.

## Получение
- Вещество можно получить реакцией хлорида калия и тетрахлороаурата водорода:

{\displaystyle {\mathsf {KCl+HAuCl_{4}\ {\xrightarrow {H_{2}O}}\ K[AuCl_{4}]+HCl}}}
- Взаимодействие димера хлорида золота(III) с хлоридом калия:

{\displaystyle {\mathsf {Au_{2}Cl_{6}+2KCl\ {\xrightarrow {H_{2}O}}\ 2K[AuCl_{4}]}}}

## Физические свойства
Тетрахлороаурат(III) калия представляет собой жёлтое кристаллическое вещество с плотностью 3,3-3,9 г/см³. Плавится при 357 °С.
Существуют также соединения составов NH4[AuCl4] · 3H2O, Rb[AuCl4], Сs[AuCl4]. Все они образуют жёлтые кристаллы моноклинной сингонии.

## Химические свойства
- Разлагается при сильном нагревании:

{\displaystyle {\mathsf {2K[AuCl_{4}]\cdot 2H_{2}O\ {\xrightarrow {t}}\ 2Au+2KCl+3Cl_{2}\uparrow +4H_{2}O\uparrow }}}